# Life Tour
Life Tour（ライフ・ツアー）は、台湾のロック・バンド、メイデイの9枚目のアルバム『自傳』を引っ提げて行われた通算10度目のコンサート・ツアーである。

## 概要
9作目のオリジナル・アルバム「自伝」のコンセプトには『人生は有限。しかし、友情や家族愛など、人生を通して描かれる「自伝」には無限の可能性がある。』という意味を持っていたが、今ワールドツアー「LIFE」のコンセプトは、その「自伝」に込められたコンセプトを内封しつつも、音楽や感情を『人生』と寄り融和させたものである。

## セットリスト
1. パーティー・アニマル
2. 最高の一日
3. OAOA
4. 出陣の歌
5. あれから僕ら
6. スーパーマン
7. 君は幸せじゃないのに
8. ゴミ収集車
9. 孤独の終わり
10. 乾杯
11. 兄弟
12. 人生有限会社
13. 成功間近
14. 僕の心の中にはまだ破綻していない場所
15. 孫悟空
16. 満ち足りた想い出
17. 少年漂流記
18. ダークナイト
19. 頑固
20. Do You Ever Shine?
21. 凡人歌
22. 瞬間少年ジャンプ
23. OKラー
24. どこでもドア
25. 人生いろいろ
26. 終わりの始まり
27. ひとり上手にならないで
28. あっという間
29. Dancin' Dancin'
30. 愛の記憶は突然に
31. やさしすぎて/毎日君を思っている
32. 僕は僕に嘘をつかない
33. 虹
34. 恋愛ING

## 日本公演
- 2018年[1]
  - 5月19日、東京、日本武道館
  - 5月20日、東京、日本武道館